# Athysanus gestroi
Athysanus gestroi är en insektsart som beskrevs av Lethierry 1881. Athysanus gestroi ingår i släktet Athysanus och familjen dvärgstritar. Inga underarter finns listade i Catalogue of Life.